# スタンプショウ
世界切手まつり STAMP-SHOW（せかいきってまつり スタンプショウ、英語: World Stamp Festival Stamp Show）は、東京・浅草で行われている切手イベントである。1977年（昭和52年）から毎年、逓信記念日（4月20日）からゴールデンウィークの時期に合わせて開催されている。
公益財団法人日本郵趣協会 (JPS) の主催。イベント名表記は2022年（令和4年）までカタカナのスタンプショウであったが、2023年（令和5年）にはアルファベットのSTAMP-SHOWへと変更された。
同じくJPSが主催する切手展・全国切手展(JAPEX)が競争出品を全国から公募し国際郵趣連盟(FIP)の基準に従って審査し展示しているのに対し、スタンプショウはより自由な形式での出品が可能であり、一般向けの各種イベントなども行われている。また漫画やアニメ、キャラクターとのコラボ企画も実施されている。

## 展示イベント
- 公募作品
  - フリースタイル切手展
  - トピカル切手展
- 企画展示

## 主要なイベント
- 記念小型印の押印サービス
- 外国郵政の押印サービス
- スタンプラリー
- スタンプバザー
- 絵手紙&切手貼り絵教室
- 切手の集い
- JPSオークション

## 主要なブース
- 世界の切手ショウルーム
- 切手の博物館
- 各国郵政ブース
- 国内外の一般切手商ブース